# اریک پارسون
اریک پارسون (انگلیسی: Eric Parsons؛ ۹ نوامبر ۱۹۲۳ – ۷ فوریهٔ ۲۰۱۱) یک بازیکن فوتبال بود. 
وی سابقه بازی در تیم‌های باشگاه فوتبال وستهام یونایتد، باشگاه فوتبال چلسی و باشگاه فوتبال برنتفورد را دارد.